# Uwe Ossenbrink
Uwe Ossenbrink (* 4. Februar 1970) ist ein deutscher Badmintonspieler und -trainer.

## Karriere
Uwe Ossenbrink wurde nach zahlreichen Medaillengewinnen im Nachwuchsbereich und auf westdeutscher Ebene 1992 erstmals deutscher Meister. Ein weiterer Titel folgte 1994. 1993 siegte er bei der Hungarian International. Er spielte 15 Jahre Bundesliga – davon 14 Jahre für den Tus Wiebelskirchen und errang zweimal die deutsche Mannschaftsmeisterschaft. Er nahm an Welt- und Europameisterschaften teil. In seiner Spezialdisziplin Herrendoppel war der höchste Weltranglistenstand Platz 17. Knapp verpasste er die Qualifikation  für Olympia 1996 in Atlanta. Seit 1992 arbeitet er für die UKV Krankenversicherung AG als Versicherungskaufmann. 2002 begann er als Trainer und arbeitete seitdem für den TuS Wiebelskirchen, den Landessportverband Saarland und für den DBV. Seit 2006 ist er A-Trainer Badminton. Von 2007 bis 2008 war er als Honorartrainer tätig, von 2009 bis 2013 als Co-Trainer Herrendoppel am Bundesstützpunkt in Saarbrücken und seit dem 1. Januar 2013 als Bundestrainer für die Herrendoppel. Drei seiner Athleten (Fuchs, Schöttler, Kindervater) starteten bei Olympia 2012. 2013 wurden seine Schützlinge Europameister mit der Mannschaft. Heute ist er Akademie-Trainer des 1. BC Saarbrücken Bischmisheim.
Ossenbrink lebt im Saarland und ist seit 1999 mit der Sportjournalistin Ann-Iren Ossenbrink verheiratet.

## Sportliche Erfolge
| Saison    | Veranstaltung                        | Disziplin    | Platz | Name |
| --------- | ------------------------------------ | ------------ | ----- | --- |
| 1983/1984 | Westdeutsche Einzelmeisterschaft U14 | Herrendoppel | 1     | Atorf Lars / Ossenbrink Uwe (1. BC Leverkusen / TG Ahlen 1897)                                                                     |
| 1983/1984 | Deutsche Einzelmeisterschaft U14     | Herrendoppel | 1     | Lars Atorf / Uwe Ossenbrink (1. BC Leverkusen / TG Ahlen 1897)                                                                     |
| 1984/1985 | Deutsche Einzelmeisterschaft U16     | Mixed        | 1     | Uwe Ossenbrink / Claudia Andres (TG Ahlen 1897 / SSV Heiligenwald)                                                                 |
| 1984/1985 | Deutsche Einzelmeisterschaft U16     | Herrendoppel | 2     | Lars Atorf (1. BC Leverkusen) / Uwe Ossenbrink (TG Ahlen)                                                                          |
| 1985/1986 | Westdeutsche Einzelmeisterschaft U16 | Mixed        | 1     | Uwe Ossenbrink / Andrea Findhammer (TG Ahlen 1897 / Bottroper BG)                                                                  |
| 1985/1986 | Westdeutsche Einzelmeisterschaft U16 | Herreneinzel | 1     | Ossenbrink Uwe (TG Ahlen 1897) |
| 1985/1986 | Westdeutsche Einzelmeisterschaft U16 | Herrendoppel | 1     | Atorf Lars / Ossenbrink Uwe (1. BC Leverkusen / TG Ahlen 1897)                                                                     |
| 1985/1986 | Deutsche Einzelmeisterschaft U16     | Mixed        | 1     | Uwe Ossenbrink / Andrea Findhammer (TG Ahlen 1897 / 1. BV Mülheim)                                                                 |
| 1985/1986 | Deutsche Einzelmeisterschaft U16     | Herrendoppel | 1     | Uwe Ossenbrink / Lars Atorf (TG Ahlen 1897 / 1. BC Leverkusen)                                                                     |
| 1986/1987 | Westdeutsche Einzelmeisterschaft U18 | Mixed        | 1     | Uwe Ossenbrink / Andrea Findhammer (TG Ahlen 1897 / Bottroper BG)                                                                  |
| 1986/1987 | Westdeutsche Einzelmeisterschaft U18 | Herrendoppel | 1     | Kai Mitteldorf / Ossenbrink Uwe (SC Union 08 Lüdinghausen / TG Ahlen 1897)                                                         |
| 1986/1987 | Deutsche Einzelmeisterschaft U18     | Mixed        | 1     | Uwe Ossenbrink / Andrea Findhammer (TG Ahlen 1897 / Bottroper BG)                                                                  |
| 1986/1987 | Deutsche Einzelmeisterschaft U18     | Herrendoppel | 2     | Uwe Ossenbrink (TG Ahlen) / Kai Mitteldorf (SC Union 08 Lüdinghausen)                                                              |
| 1987/1988 | Deutsche Einzelmeisterschaft U18     | Herrendoppel | 2     | Uwe Ossenbrink (BV Mülheim) / Fernando Poyatos (SV Unkel)                                                                          |
| 1987/1988 | Westdeutsche Einzelmeisterschaft U18 | Mixed        | 1     | Ossenbrink Uwe / Findhammer Andrea (TG Ahlen 1897 / Bottroper BG)                                                                  |
| 1988/1989 | Deutsche Einzelmeisterschaft U22     | Herrendoppel | 2     | Kai Mitteldorf (FC Bayer 05 Uerdingen) / Uwe Ossenbrink (TuS Wiebelskirchen)                                                       |
| 1989/1990 | Deutsche Einzelmeisterschaft U22     | Herrendoppel | 2     | Uwe Ossenbrink (TuS Wiebelskirchen) / Oliver Pongratz (TSV Mindelheim)                                                             |
| 1990/1991 | Deutsche Mannschaftsmeisterschaft    | Mannschaft   | 1     | TuS Wiebelskirchen |
| 1990/1991 | Deutsche Einzelmeisterschaft U22     | Herrendoppel | 1     | Michael Helber / Uwe Ossenbrink (TuS Wiebelskirchen / TuS Wiebelskirchen)                                                          |
| 1991/1992 | Deutsche Mannschaftsmeisterschaft    | Mannschaft   | 1     | TuS Wiebelskirchen |
| 1991/1992 | Deutsche Einzelmeisterschaft         | Mixed        | 1     | Uwe Ossenbrink / Katrin Schmidt (TuS Wiebelskirchen)                                                                               |
| 1991/1992 | Deutsche Einzelmeisterschaft U22     | Mixed        | 1     | Uwe Ossenbrink / Karen Stechmann (TuS Wiebelskirchen / VfL Stade)                                                                  |
| 1991/1992 | Deutsche Einzelmeisterschaft U22     | Herrendoppel | 1     | Uwe Ossenbrink / Thomas Berger (TuS Wiebelskirchen / SSV Heiligenwald)                                                             |
| 1992/1993 | Deutsche Einzelmeisterschaft         | Herrendoppel | 1     | Michael Keck / Uwe Ossenbrink (SV Fortuna Regensburg / TuS Wiebelskirchen)                                                         |
| 1992/1993 | Deutsche Einzelmeisterschaft         | Mixed        | 3     | Uwe Ossenbrink / Katrin Schmidt (TuS Wiebelskirchen)                                                                               |
| 1993      | Hungarian International              | Herrendoppel | 1     | Kai Mitteldorf / Uwe Ossenbrink (GER)                                                                                              |
| 1993/1994 | Deutsche Einzelmeisterschaft         | Herrendoppel | 1     | Uwe Ossenbrink / Kai Mitteldorf (TuS Wiebelskirchen / FC Bayer 05 Uerdingen)                                                       |
| 1994/1995 | Deutsche Einzelmeisterschaft         | Herrendoppel | 2     | Kai Mitteldorf / Uwe Ossenbrink (FC Bayer 05 Uerdingen / TTC Brauweiler)                                                           |
| 1994/1995 | Deutsche Einzelmeisterschaft         | Mixed        | 3     | Uwe Ossenbrink / Viola Rathgeber (TTC Brauweiler / BC Eintracht Südring Berlin)                                                    |
| 1995/1996 | Deutsche Einzelmeisterschaft         | Herrendoppel | 3     | Kai Mitteldorf / Uwe Ossenbrink (Bayer Uerdingen / TuS Wiebelskirchen)                                                             |
| 1996/1997 | Deutsche Einzelmeisterschaft         | Herrendoppel | 2     | Uwe Ossenbrink / Kai Mitteldorf (TuS Wiebelskirchen / BC Eintracht Südring Berlin)                                                 |
| 1998/1999 | Deutsche Einzelmeisterschaft         | Herrendoppel | 3     | Uwe Ossenbrink / Kai Mitteldorf (TuS Wiebelskirchen / BC Eintracht Südring Berlin)                                                 |
| 2003/2004 | Deutsche Mannschaftsmeisterschaft    | Mannschaft   | 3     | TuS Wiebelskirchen (Benjamin Woll, Uwe Ossenbrink, Michaela Peiffer, Elena Nozdran, Roman Spitko, Ingo Kindervater, Marcel Reuter) |
| 2006/2007 | Deutsche Einzelmeisterschaft O35     | Herrendoppel | 1     | Stephan Kuhl / Uwe Ossenbrink (1. BC Düren / TuS Wiebelskirchen)                                                                   |